# Campionati europei di karate 1998
La 33ª edizione del campionato europeo di karate si è svolta a Belgrado dall'8 al 10 maggio 1998.

## Risultati

### Kata
| Posizione | Karateka      |
| --------- | ------------- |
| 1         | J. Hernandez  |
| 2         | Lucio Maurino |
| 3         | Yves Bardreau |

| Posizione | Karateka          |
| --------- | ----------------- |
| 1         | Roberta Sodero    |
| 2         | Myriam Szkudlarek |

| Posizione | Nazione |
| --------- | ------- |
| 1         | Spagna  |
| 2         | Italia  |
| 3         | Francia |

| Posizione | Nazione |
| --------- | ------- |
| 1         | Francia |
| 2         | Spagna  |
| 3         | Italia  |

### Kumite
| Posizione | Karateka            |
| --------- | ------------------- |
| 1         | H. Yagu             |
| 2         | D. Vrabanic         |
| 3         | J. Ledgister        |
| 3         | Davíd Luque Camacho |

| Posizione | Karateka           |
| --------- | ------------------ |
| 1         | Alexandre Biamonti |
| 2         | D. Stojanovic      |
| 3         | B. Kandaz          |
| 3         | S. Sankhon         |

| Posizione | Karateka        |
| --------- | --------------- |
| 1         | Gustaff Lefevre |
| 2         | Resa Mohseni    |
| 3         | H. Alagas       |
| 3         | A. Sindelic     |

| Posizione | Karateka         |
| --------- | ---------------- |
| 1         | Gennaro Talarico |
| 2         | Salvatore Loria  |
| 3         | Michaël Braun    |
| 3         | T. Herrero       |

| Posizione | Karateka        |
| --------- | --------------- |
| 1         | Gilles Cherdieu |
| 2         | P. Stojadinov   |
| 3         | Yann Baillon    |
| 3         | Z. Celik        |

| Posizione | Karateka  |
| --------- | --------- |
| 1         | T. Rajic  |
| 2         | I. Cole   |
| 3         | O. Arpa   |
| 3         | S. Valdes |

| Posizione | Karateka        |
| --------- | --------------- |
| 1         | Salvatore Loria |
| 2         | Z. Celik        |
| 3         | A. Horn         |
| 3         | S. Mecheri      |

| Posizione | Karateka      |
| --------- | ------------- |
| 1         | Nadia Mecheri |
| 2         | M. Laukova    |
| 3         | Michela Manni |

| Posizione | Karateka          |
| --------- | ----------------- |
| 1         | R. Lasarevic      |
| 2         | B. Peres          |
| 3         | Chiara Stella Bux |
| 3         | Jillian Toney     |

| Posizione | Karateka         |
| --------- | ---------------- |
| 1         | S. Mitic         |
| 2         | P. Diggin        |
| 3         | Laurence Fischer |
| 3         | Roberta Minet    |

| Posizione | Karateka          |
| --------- | ----------------- |
| 1         | Roberta Minet     |
| 2         | Sari Laine        |
| 3         | Chiara Stella Bux |
| 3         | N. Firat          |

| Posizione | Nazione     |
| --------- | ----------- |
| 1         | Inghilterra |
| 2         | Italia      |
| 3         | Francia     |
| 3         | Jugoslavia  |

| Posizione | Nazione |
| --------- | ------- |
| 1         | Spagna  |
| 2         | Italia  |
| 3         | Francia |
| 3         | Turchia |